# اچ‌ام‌اس ال‌اس‌تی ۳۵۱۹
اچ‌ام‌اس ال‌اس‌تی ۳۵۱۹ (به انگلیسی: HMS LST 3519) یک کشتی بود که طول آن ۳۴۷ فوت (۱۰۵٫۷۷ متر) بود. این کشتی  در سال ۱۹۴۵ ساخته شد.